# Surfe nos Jogos Pan-Americanos de 2023 - Longboard masculino
A competição do longboard masculino do surfe nos Jogos Pan-Americanos de 2023 foi disputada entre 24 e 30 de outubro de 2023 na praia de Punta de Lobos, em Pichilemu. Um total de 9 surfistas, cada um representando um Comitê Olímpico Nacional (CON), participaram do evento.

## Calendário
Horário local (UTC−3).
| Data          | Hora  | Fase              |
| ------------- | ----- | ----------------- |
| 24 de outubro | 08:00 | Principal fase 1  |
| 25 de outubro | 08:00 | Principal fase 2  |
| 25 de outubro | 12:36 | Repescagem fase 1 |
| 25 de outubro | 15:40 | Principal fase 3  |
| 25 de outubro | 17:12 | Repescagem fase 2 |
| 26 de outubro | 08:00 | Repescagem fase 3 |
| 27 de outubro | 14:08 | Repescagem fase 4 |
| 27 de outubro | 14:52 | Principal fase 4  |
| 30 de outubro | 08:56 | Finais            |

## Medalhistas
| Ouro   | PER Benoit Clemente |
| Prata  | CHI Rafael Cortéz   |
| Bronze | BRA Carlos Bahia    |

## Resultados

### Fase principal
Os vencedores de cada bateria avançam para a próxima rodada enquanto os perdedores avançam para a respectiva rodada na repescagem.
|  |                      |                      |        |  |  |                      |                      |        |                     |                     |                      |                      |        |                     |                     |                  |                  |        |
|  | Fase 1               | Fase 1               | Fase 1 |  |  | Fase 2               | Fase 2               | Fase 2 |                     |                     | Fase 3               | Fase 3               | Fase 3 |                     |                     | Fase 4           | Fase 4           | Fase 4 |
|  | Fase 1               | Fase 1               | Fase 1 |  |  | Fase 2               | Fase 2               | Fase 2 |                     |                     | Fase 3               | Fase 3               | Fase 3 |                     |                     | Fase 4           | Fase 4           | Fase 4 |
|  |                      |                      |        |  |  |                      |                      |        |                     |                     |                      |                      |        |                     |                     |                  |                  |        |
|  |                      |                      |        |  |  |                      |                      |        |                     |                     |                      |                      |        |                     |                     |                  |                  |        |
|  | BRA Carlos Bahia     | BRA Carlos Bahia     | 11.66  |  |  |                      |                      |        |                     |                     |                      |                      |        |                     |                     |                  |                  |        |
|  | BRA Carlos Bahia     | BRA Carlos Bahia     | 11.66  |  |  |                      |                      |        |                     |                     |                      |                      |        |                     |                     |                  |                  |        |
|  | URU Julián Schweizer | URU Julián Schweizer | 6.43   |  |  |                      |                      |        |                     |                     |                      |                      |        |                     |                     |                  |                  |        |
|  | URU Julián Schweizer | URU Julián Schweizer | 6.43   |  |  |                      |                      |        |                     |                     |                      |                      |        |                     |                     |                  |                  |        |
|  | PAN Agustín Cedeño   | PAN Agustín Cedeño   | 4.30   |  |  | BRA Carlos Bahia     | BRA Carlos Bahia     | 14.44  | BRA Carlos Bahia    | BRA Carlos Bahia    | 14.84                |                      |        |                     |                     |                  |                  |        |
|  | PAN Agustín Cedeño   | PAN Agustín Cedeño   | 4.30   |  |  | BRA Carlos Bahia     | BRA Carlos Bahia     | 14.44  | BRA Carlos Bahia    | BRA Carlos Bahia    | 14.84                |                      |        |                     |                     |                  |                  |        |
|  |                      |                      |        |  |  | CHI Rafael Cortéz    | CHI Rafael Cortéz    | 12.17  |                     |                     |                      |                      |        |                     |                     |                  |                  |        |
|  |                      |                      |        |  |  | CHI Rafael Cortéz    | CHI Rafael Cortéz    | 12.17  |                     |                     |                      |                      |        |                     |                     |                  |                  |        |
|  | PER Benoit Clemente  | PER Benoit Clemente  | 12.16  |  |  | ARG Martín Pérez     | ARG Martín Pérez     | 7.67   |                     |                     | URU Julián Schweizer | URU Julián Schweizer | 11.27  |                     |                     | BRA Carlos Bahia | BRA Carlos Bahia | 11.40  |
|  | PER Benoit Clemente  | PER Benoit Clemente  | 12.16  |  |  | ARG Martín Pérez     | ARG Martín Pérez     | 7.67   |                     |                     | URU Julián Schweizer | URU Julián Schweizer | 11.27  |                     |                     | BRA Carlos Bahia | BRA Carlos Bahia | 11.40  |
|  | CRC Anthonny Flores  | CRC Anthonny Flores  | 2.40   |  |  |                      |                      |        |                     |                     |                      |                      |        |                     |                     |                  |                  |        |
|  | CRC Anthonny Flores  | CRC Anthonny Flores  | 2.40   |  |  |                      |                      |        |                     |                     |                      |                      |        |                     |                     |                  |                  |        |
|  | CHI Rafael Cortéz    | CHI Rafael Cortéz    | 11.90  |  |  | PER Benoit Clemente  | PER Benoit Clemente  | 14.07  | PER Benoit Clemente | PER Benoit Clemente | 14.17                |                      |        | PER Benoit Clemente | PER Benoit Clemente | 14.50            |                  |        |
|  | CHI Rafael Cortéz    | CHI Rafael Cortéz    | 11.90  |  |  | PER Benoit Clemente  | PER Benoit Clemente  | 14.07  | PER Benoit Clemente | PER Benoit Clemente | 14.17                |                      |        | PER Benoit Clemente | PER Benoit Clemente | 14.50            |                  |        |
|  |                      |                      |        |  |  | URU Julián Schweizer | URU Julián Schweizer | 10.50  |                     |                     |                      |                      |        |                     |                     |                  |                  |        |
|  |                      |                      |        |  |  | URU Julián Schweizer | URU Julián Schweizer | 10.50  |                     |                     |                      |                      |        |                     |                     |                  |                  |        |
|  | ARG Martín Pérez     | ARG Martín Pérez     | 9.94   |  |  | USA Cole Robbins     | USA Cole Robbins     | 3.26   |                     |                     | CHI Rafael Cortéz    | CHI Rafael Cortéz    | 8.60   |                     |                     |                  |                  |        |
|  | ARG Martín Pérez     | ARG Martín Pérez     | 9.94   |  |  | USA Cole Robbins     | USA Cole Robbins     | 3.26   |                     |                     | CHI Rafael Cortéz    | CHI Rafael Cortéz    | 8.60   |                     |                     |                  |                  |        |
|  | USA Cole Robbins     | USA Cole Robbins     | 10.70  |  |  |                      |                      |        |                     |                     |                      |                      |        |                     |                     |                  |                  |        |
|  | USA Cole Robbins     | USA Cole Robbins     | 10.70  |  |  |                      |                      |        |                     |                     |                      |                      |        |                     |                     |                  |                  |        |
|  | ESA Amado Alvarado   | ESA Amado Alvarado   | 5.83   |  |  |                      |                      |        |                     |                     |                      |                      |        |                     |                     |                  |                  |        |
|  | ESA Amado Alvarado   | ESA Amado Alvarado   | 5.83   |  |  |                      |                      |        |                     |                     |                      |                      |        |                     |                     |                  |                  |        |

### Repescagem
Os vencedores de cada bateria avançam para a próxima rodada. O vencedor da quarta fase da repescagem avança para a disputa pela medalha de bronze.
|  |                     |                     |        |                    |                    |                    |                    |        |                  |                  |                      |                      |        |                   |                   |                      |                      |        |
|  | Fase 1              | Fase 1              | Fase 1 |                    |                    | Fase 2             | Fase 2             | Fase 2 |                  |                  | Fase 3               | Fase 3               | Fase 3 |                   |                   | Fase 4               | Fase 4               | Fase 4 |
|  | Fase 1              | Fase 1              | Fase 1 |                    |                    | Fase 2             | Fase 2             | Fase 2 |                  |                  | Fase 3               | Fase 3               | Fase 3 |                   |                   | Fase 4               | Fase 4               | Fase 4 |
|  |                     |                     |        |                    |                    |                    |                    |        |                  |                  |                      |                      |        |                   |                   |                      |                      |        |
|  |                     |                     |        |                    |                    |                    |                    |        |                  |                  |                      |                      |        |                   |                   |                      |                      |        |
|  | ESA Amado Alvarado  | ESA Amado Alvarado  | 10.66  | ESA Amado Alvarado | ESA Amado Alvarado | 7.30               |                    |        |                  |                  |                      |                      |        |                   |                   |                      |                      |        |
|  | ESA Amado Alvarado  | ESA Amado Alvarado  | 10.66  | ESA Amado Alvarado | ESA Amado Alvarado | 7.30               |                    |        |                  |                  |                      |                      |        |                   |                   |                      |                      |        |
|  |                     |                     |        |                    |                    |                    |                    |        |                  |                  |                      |                      |        |                   |                   |                      |                      |        |
|  |                     |                     |        |                    |                    |                    |                    |        |                  |                  |                      |                      |        |                   |                   |                      |                      |        |
|  | PAN Agustín Cedeño  | PAN Agustín Cedeño  | 9.17   |                    |                    | ARG Martín Pérez   | ARG Martín Pérez   | 7.23   |                  |                  | URU Julián Schweizer | URU Julián Schweizer | 8.66   |                   |                   | URU Julián Schweizer | URU Julián Schweizer | 11.90  |
|  | PAN Agustín Cedeño  | PAN Agustín Cedeño  | 9.17   |                    |                    | ARG Martín Pérez   | ARG Martín Pérez   | 7.23   |                  |                  | URU Julián Schweizer | URU Julián Schweizer | 8.66   |                   |                   | URU Julián Schweizer | URU Julián Schweizer | 11.90  |
|  | CRC Anthonny Flores | CRC Anthonny Flores | 7.33   |                    |                    |                    |                    |        |                  |                  |                      |                      |        |                   |                   |                      |                      |        |
|  | CRC Anthonny Flores | CRC Anthonny Flores | 7.33   |                    |                    |                    |                    |        |                  |                  |                      |                      |        |                   |                   |                      |                      |        |
|  | ESA Amado Alvarado  | ESA Amado Alvarado  | 14.17  |                    |                    | PAN Agustín Cedeño | PAN Agustín Cedeño | 7.30   | USA Cole Robbins | USA Cole Robbins | 7.17                 |                      |        | CHI Rafael Cortéz | CHI Rafael Cortéz | 12.83                |                      |        |
|  | ESA Amado Alvarado  | ESA Amado Alvarado  | 14.17  |                    |                    | PAN Agustín Cedeño | PAN Agustín Cedeño | 7.30   | USA Cole Robbins | USA Cole Robbins | 7.17                 |                      |        | CHI Rafael Cortéz | CHI Rafael Cortéz | 12.83                |                      |        |
|  |                     |                     |        |                    |                    |                    |                    |        |                  |                  |                      |                      |        |                   |                   |                      |                      |        |
|  |                     |                     |        |                    |                    |                    |                    |        |                  |                  |                      |                      |        |                   |                   |                      |                      |        |
|  | USA Cole Robbins    | USA Cole Robbins    | 10.33  |                    |                    | CHI Rafael Cortéz  | CHI Rafael Cortéz  | 8.50   |                  |                  |                      |                      |        |                   |                   |                      |                      |        |
|  | USA Cole Robbins    | USA Cole Robbins    | 10.33  |                    |                    | CHI Rafael Cortéz  | CHI Rafael Cortéz  | 8.50   |                  |                  |                      |                      |        |                   |                   |                      |                      |        |

### Finais
O vencedor da disputa pelo bronze avança para a disputa da medalha de ouro enquanto o perdedor recebe a medalha de bronze.
|  | Disputa pelo bronze |                   |       |
|  |                     |                   |       |
|  | BRA Carlos Bahia    | BRA Carlos Bahia  | 3.10  |
|  | CHI Rafael Cortéz   | CHI Rafael Cortéz | 14.26 |

|  | Disputa pelo ouro   |                     |       |
|  |                     |                     |       |
|  | PER Benoit Clemente | PER Benoit Clemente | 12.16 |
|  | CHI Rafael Cortéz   | CHI Rafael Cortéz   | 10.37 |